# Mosquée de Haxhi Kasëm
La mosquée de Haxhi Kasëm (en albanais : Xhamia e Haxhi Kasëmit) est une mosquée ottomane située dans la ville de Prizren, au Kosovo. Elle a été construite au XVIe siècle et rénovée par la suite. Elle est proposée pour une inscription sur la liste des monuments culturels du Kosovo.

## Présentation
La date de construction de la mosquée, érigée par l'imam Haxhi Kasëm, originaire d'Anatolie, n'est pas connue avec exactitude mais des documents de Kukli Bey mentionnent cet établissement religieux, qui a sans doute été construit avant 1526. La mosquée a été reconstruite en 1831 par Mahmud Pacha Rotila en l'honneur de sa mère,.
La mosquée a été entièrement restaurée après la guerre du Kosovo,.